# Zygostates apiculata
Zygostates apiculata är en orkidéart som först beskrevs av John Lindley, och fick sitt nu gällande namn av Antonio Luiz Vieira Toscano. Zygostates apiculata ingår i släktet Zygostates och familjen orkidéer. Inga underarter finns listade i Catalogue of Life.